# New Ringgold (Pennsylvanie)
New Ringgold est un borough situé au sud-est de la partie centrale du comté de Schuylkill, en Pennsylvanie, aux États-Unis,. En 2010, il comptait une population de 276 habitants. Il est incorporé le 24 septembre 1877.

## Démographie
Lors du recensement de 2010, le borough comptait une population de 276 habitants. Elle est estimée, en 2019, à 287 habitants.

### Source de la traduction
- (en) Cet article est partiellement ou en totalité issu de l’article de Wikipédia en anglais intitulé « New Ringgold, Pennsylvania » (voir la liste des auteurs).